# チャタムクイナ
チャタムクイナ(学名：Rallus modestus) は、ツル目クイナ科に分類される鳥類の一種である。絶滅種。ニュージーランド東方約400kmに位置するチャタム諸島に生息していた。

## 形態
体色は暗い茶褐色で、背中は黄褐色、頬と喉は灰色であった。頸より下の体の下面に薄い黄褐色の横縞模様が入っていた。嘴は黒かった。雌は雄よりも体が小さかった。

## 生態
飛翔力はなく、地上で生活していた。
主に昆虫類を捕食していた。
地面に営巣していた。

## 絶滅の経緯
本種が最初に発見のされたのは1871年だが、1890年から1900年の間に絶滅してしまった。移住者が持ち込んだネコやネズミによる捕食と、人間による生息地の破壊（野焼きなど）が絶滅の原因とされている。また、本種より後に分布を広げてきたより大型のチャタムシマクイナ（ナンヨウクイナの亜種）との生存競争に敗れて減少したという説もある。